# 1975 في نيوزيلندا
فيما يلي قوائم الأحداث التي وقعت خلال عام 1975 في نيوزيلندا.

## سياسة

### تعيين في المنصب
- 1 يناير – مارلين ويرينغ عضو مجلس النواب النيوزيلندي ‏.
- 12 ديسمبر – ديفيد تومسون وزير العدل [الإنجليزية]‏.

## رياضة
- 1 يناير – كأس نيوزيلندا 1975 الفائز كرايستشرش يونايتد.

## مواليد

### يناير
- 1 يناير – ديفيد ستاهيل مؤرخ نيوزيلندي.[1]
- 1 يناير – دين روبرتس موسيقية نيوزيلندية.
- 1 يناير – ستايسي موريسون
- 1 يناير – سيمون كيسيل[2]
- 5 يناير – كايلي باكس عارضة نيوزيلندية.[3]
- 17 يناير – توني براون
- 18 يناير – ميشيل هودج لاعبة كرة قدم نيوزيلندية.
- 28 يناير – جوليان دين

### فبراير
- 8 فبراير – ستيوارت ليستير لاعب دوري رغبي نيوزيلندي.
- 9 فبراير – مارك براون لاعب غولف نيوزيلندي.
- 13 فبراير – سارة كوك لاعبة اسكواش نيوزيلندية.
- 21 فبراير – لي جونز لاعب كرة قدم نيوزيلندي.
- 24 فبراير – كالان مولفي[4]
- 25 فبراير – روبرت ريان لاعب كرة قدم نيوزيلندي.

### مارس
- 2 مارس – داريل جيبسون لاعب رغبي نيوزيلندي.
- 6 مارس – سكوت سميث لاعب كرة قدم نيوزيلندي.
- 26 مارس – جيريمي ستانلي لاعب رغبي نيوزيلندي.
- 27 مارس – أنجيلا باول متزلجة على الجليد نيوزيلندية.

### أبريل
- 5 أبريل – براندان ليون لاعب كريكت نيوزلندي.
- 10 أبريل – ماثيو فيليبس لاعب اتحاد الرغبي إيطالي.

### مايو
- 4 مايو – سولان بونسبي ملاكم نيوزيلندي.
- 12 مايو – جونا لومو لاعب اتحاد رغبي نيوزيلندي.[5]
- 15 مايو – داني هاي لاعب كرة قدم نيوزيلندي.[6]
- 31 مايو – جون كلارك

### يونيو
- 7 يونيو – شاين بوند لاعب كريكت نيوزلندي.
- 9 يونيو – كيت هوران منافِسة أوليمبية نيوزيلندية.
- 23 يونيو – كريستوفر فينش لاعب كريكت نيوزلندي.
- 30 يونيو – جايمس باناتين لاعب كرة قدم نيوزلندي.[7]

### يوليو
- 2 يوليو – ريتشارد سوين لاعب دوري رغبي نيوزيلندي.
- 15 يوليو – كارل تي نانا لاعب رغبي نيوزيلندي.
- 17 يوليو – أندريه آدامز لاعب كركيت نيوزيلندي.

### أغسطس
- 3 أغسطس – كريس نيفين لاعب كركيت نيوزيلندي.
- 8 أغسطس – روس نيكلسون لاعب كرة قدم نيوزيلندي.[8]
- 13 أغسطس – بول بريغز[9]
- 16 أغسطس – تايكا وايتيتي مخرج أفلام نيوزيلندي.
- 23 أغسطس – شون ماركس لاعب كرة سلة من الولايات المتحدة الأمريكية.
- 29 أغسطس – تشي بونك لاعب كرة قدم نيوزيلندي.[10]

### سبتمبر
- 8 سبتمبر – ستيفن دونز لاعب كرة مضرب نيوزيلندي.
- 9 سبتمبر – أنطون أوليفر لاعب رغبي نيوزيلندي.
- 30 سبتمبر – سامانثا مكينتوش

### أكتوبر
- 14 أكتوبر – كارلوس سبنسر لاعب رغبي نيوزيلندي.[11]
- 23 أكتوبر – جلان جاكسون لاعب رغبي نيوزيلندي.
- 25 أكتوبر – أنتوني ستار ممثل نيوزيلندي.

### نوفمبر
- 8 نوفمبر – مات ريد تريثلت من الولايات المتحدة الأمريكية.

### ديسمبر
- 14 ديسمبر – ليزا والتون لاعبة هوكي حقل نيوزيلندية.
- 16 ديسمبر – روبن ريد درّاج طريق نيوزيلندي.
- 27 ديسمبر – ديلون باوتشر لاعب كرة سلة نيوزيلندي.

## وفيات

### يناير
- 12 يناير – وولف فيشر (مواليد 1912)
- 16 يناير – ليندسي هيثكوت بريغز (مواليد 1905) كيميائي نيوزيلندي.

### فبراير
- 12 فبراير – موراي جونز (مواليد 1942)

### مارس
- 4 مارس – ويليام فيليبس (مواليد 1914) عالم اقتصاد نيوزيلندي.[12]

### أبريل
- 2 أبريل – ريكس ماسون (مواليد 1885) سياسي نيوزيلندي.[13]

### يوليو
- 1 يوليو – بيل كيلي (مواليد 1892) لاعب دوري رغبي نيوزيلندي.
- 9 يوليو – جون ماسون (مواليد 1880) سياسي نيوزيلندي.
- 13 يوليو – سيسيل كينغ (مواليد 1888) لاعب دوري رغبي نيوزيلندي.

### سبتمبر
- 20 سبتمبر – إيفيرارد جاكسون (مواليد 1914) لاعب رغبي نيوزيلندي.

### أكتوبر
- 4 أكتوبر – بيرسي ستوري (مواليد 1897)

### ديسمبر
- 12 ديسمبر – جاك وليامز (مواليد 1918) سياسي نيوزيلندي.